# 马布利
马布利（法語：Mably，法語發音：[mabli]），法国中东部城市，奥弗涅-罗讷-阿尔卑斯大区卢瓦尔省的一个市镇，隶属于罗阿讷区，其市镇面积为32.8平方公里，2022年1月1日时人口数量为7,246人，在法国城市中排名第1,444位。
马布利位于卢瓦尔省北部，卢瓦尔河左岸，是罗阿讷北部的一个卫星城。

## 地名来源
“Mably”一名的来源及含义均尚有待考证。

## 历史
马布利的早期历史尚不清楚。根据当地官方网站的论述，古典时期马布利境内的邦韦尔（Bonvert）街区曾出现聚落，彼时该地区主要被树林覆盖。中世纪中后期，马布利地区的农业得到发展，当地的一些林地被开辟为农业用地。1675年，马布利领主获得子爵头衔。1719年，法兰西外交家加布里埃尔·博诺·马布利获得马布利。法国大革命后，马布利成为卢瓦尔省的一个市镇。1815年，法国警察部长朱尔·安格莱斯在马布利境内建成了一处城堡。1835年，沿卢瓦尔河左岸延伸的罗阿讷—迪关旁侧运河建成。工业革命期间，马布利境内出现了多处瓦窑厂，当地人口数量在20世纪中前期曾快速增加。1917年，横跨罗阿讷和马布利的军火厂建成，后于20世纪70年代关闭拆除。此外，得益于罗阿讷的城市扩张，马布利市镇南部与罗阿讷接壤的区域新建了“Cité Mably”居民街区。

## 地理

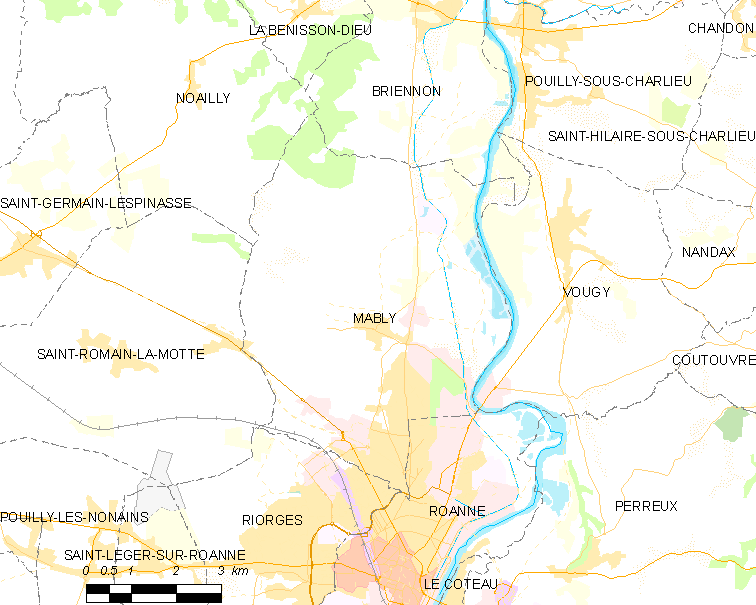
马布利市镇范围地图

马布利位于法国中东部，奥弗涅-罗讷-阿尔卑斯大区中西部和卢瓦尔省北部，距离省会圣艾蒂安大约87公里。与马布利接壤的市镇包括：布列农、诺阿伊、里奥尔日、罗阿讷、圣罗曼拉莫特和武日。

### 地形
马布利位于罗阿奈地区腹地，境内以平原和缓丘为主，市镇中心地势较为平坦，市镇范围北部和西部部分区域起伏较为明显，全境海拔在257到353米之间。

### 水文
卢瓦尔河干流自南向北流经马布利市镇东界，人工开凿的罗阿讷—迪关旁侧运河从卢瓦尔河左岸与之平行经过。

### 植被
马布利属于温带阔叶混交林区，林地多分布于河流附近及坡地地带，市镇范围西北角的布拉特树林（Bois de Brathe）是一块天然林地。
在鲜花城市的评比中，马布利暂未被评级。

### 气候
马布利在柯本气候分类法中属于带有一定大陆性气候特征的温带海洋性气候（Cfb）。

## 行政区划
马布利的市镇编号为42127，邮政编号为42300。
在行政管理方面，马布利隶属于法国奥弗涅-罗讷-阿尔卑斯大区卢瓦尔省罗阿讷区；在地方选举方面，马布利隶属于罗阿讷第一县，其市镇范围全境被划入卢瓦尔省第五选区；在社会管理方面，马布利是罗阿讷城市圈公共社区的组成部分。
截至2024年9月，马布利市镇范围内暂无任何城市敏感街区及城市政策优先街区。
法国国家统计与经济研究所（简称“INSEE”）在进行数据统计时，将马布利及相邻的另外14个市镇设为罗阿讷城市核心区，并将包括核心区在内的周边共50个市镇划为罗阿讷城市区。自2020年起，罗阿讷城市区被包含88个市镇的罗阿讷城市辐射区代替。此外，INSEE还将马布利市镇分为了三个“块区”（IRIS），以便于统计人口分布情况。

## 交通

### 公路
法国国道N7线和卢瓦尔省省道D27线、D39线、D43线、D207线在马布利境内交汇。
2021年，83.2%的马布利家庭拥有至少一辆私人汽车。2022年，马布利境内共发生各类交通事故3起，造成4人重伤。
| 33 | 31 |

| 圣艾蒂安 | 89 |

| 罗阿讷 | 7.5 |

| St-Germain-Lps. | 9 |

### 铁路
莫雷—里昂铁路从马布利市镇西南角过境。
距离马布利最近的运营中的客运铁路车站为5.8公里外的罗阿讷站，该站停靠往返于里昂和南特之间的城际列车，以及前往里昂、克莱蒙费朗和圣艾蒂安三个方向的区域列车。

### 航空
马布利距离里昂圣埃克絮佩里机场的公路里程大约115公里。

### 城市公共交通
马布利是罗阿讷城市公共交通（商业名称为“STAS”）的服务覆盖范围。截至2024年9月，该系统共包括十余条公交线路，其中公交2路、3路、12路和26路经过马布利境内。

## 政治
马布利的现任市长为埃里克·佩龙先生（Eric PEYRON），他是一名左翼无党派人士，在2020年的市政选举中获得了63.16%的支持率。
在2022年的法国总统大选的第二轮选举中，法国第25任总统埃马纽埃尔·马克龙在马布利获得了54.01%的支持率。

## 人口
2021年，马布利市镇人口数量为7,382，在法国排名第1,444位。其中男性3,486人，女性3,896人，75岁及以上人口占14.8%，外籍人口数量为377人，人口密度为225人/平方公里，当地居民被称为（男性）或（女性）。2022年，马布利境内出生56人，死亡人口101人。
| 马布利1901年－2021年人口变化情况 |
|                                  |
| 数据来源：Cassini、INSEE         |

## 经济
截至2024年9月，马布利市镇范围内共有各类用人单位（包含自雇）794家，平均历史为16年，其中95.45%为中小型企业（PME），2024年7月至9月间，当地的经济活力指数为0。（汽车销售）、（木制品）及（五金销售）是当地2022年已公布营业额最高的三个企业，分别为23,244,078欧元、20,335,991欧元和15,163,820欧元。

## 财政与居民收入
2022年，马布利的财政收入总额为9,298,060欧元，财政支出总额为7,842,160欧元，当年的债务总额为4,523,810欧元。2022年，马布利市镇通过增值税获得253,500欧元的收入，此外当地还共获得了225,080欧元的国家直接财政补助。
| 马布利居民收入情况                               | 马布利居民收入情况 | 马布利居民收入情况    | 马布利居民收入情况 |
| 内容                                             | 马布利             | 法国                  | 统计年份           |
| ------------------------------------------------ | ------------------ | --------------------- | ------------------ |
| 征税家庭总数                                     | 3,255              | 1,081（法国市镇平均） | 2022年             |
| 居民平均月收入                                   | 2,098欧元          | 2,435欧元             | 2022年             |
| 高级职员人均月收入                               | 3,480欧元          | 4,331欧元             | 2021年             |
| 中级职员人均月收入                               | 2,382欧元          | 2,470欧元             | 2021年             |
| 普通职员人均月收入                               | 1,754欧元          | 1,801欧元             | 2021年             |
| 贫困率                                           | 14%                | 14.5%                 | 2020年             |
| 青壮年（15至64岁）失业率                         | 11.7%              | 7.4%                  | 2020年             |
| 征税家庭数量占比                                 | 41.6%              | 45.5%                 | 2020年             |
| 家庭年均纳税                                     | 1,845欧元          | 4,393欧元             | 2022年             |
| 资料来源：INSEE、L'Internaute、Le Journal du Net |                    |                       |                    |

## 社会事务

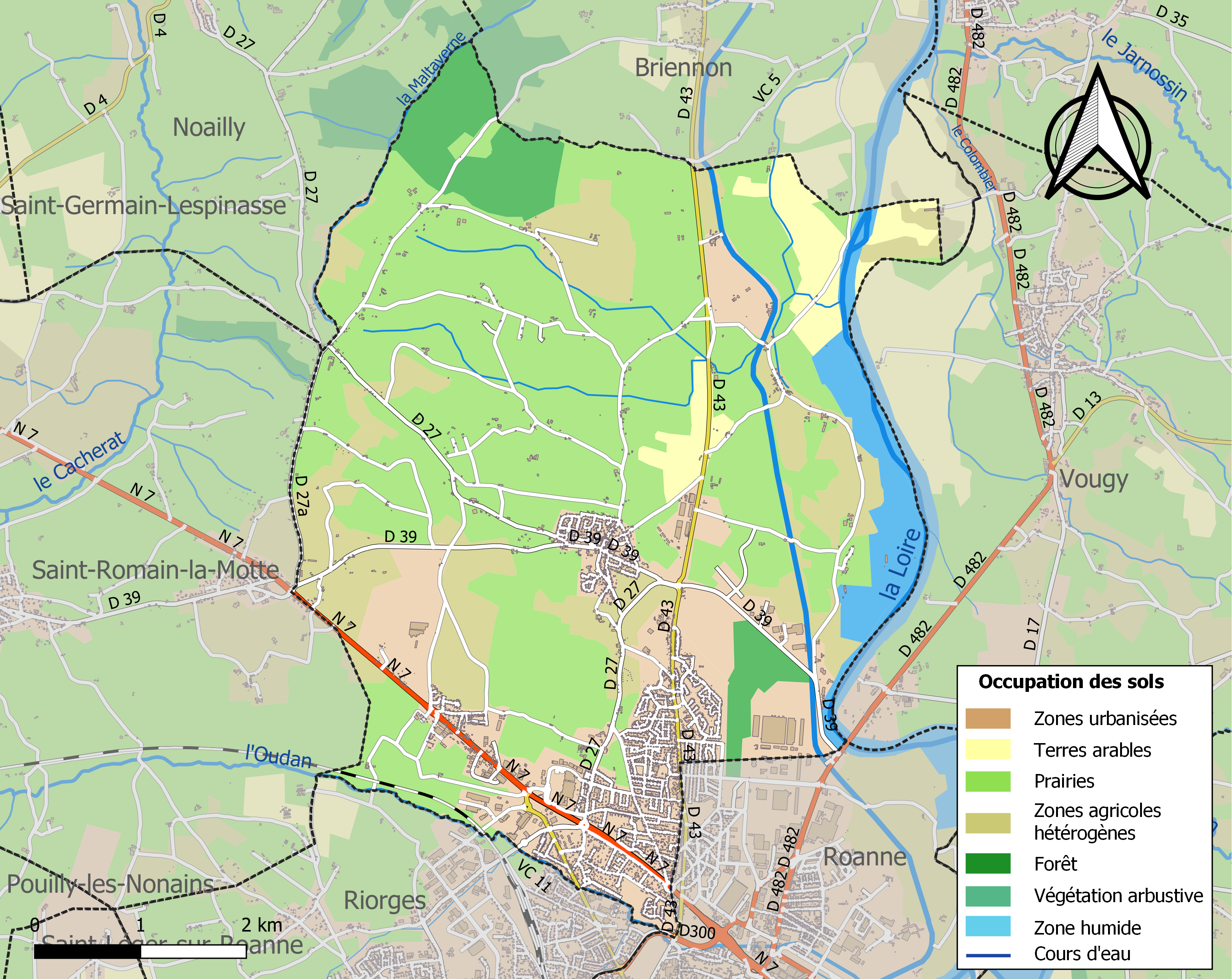
马布利土地利用情况地图

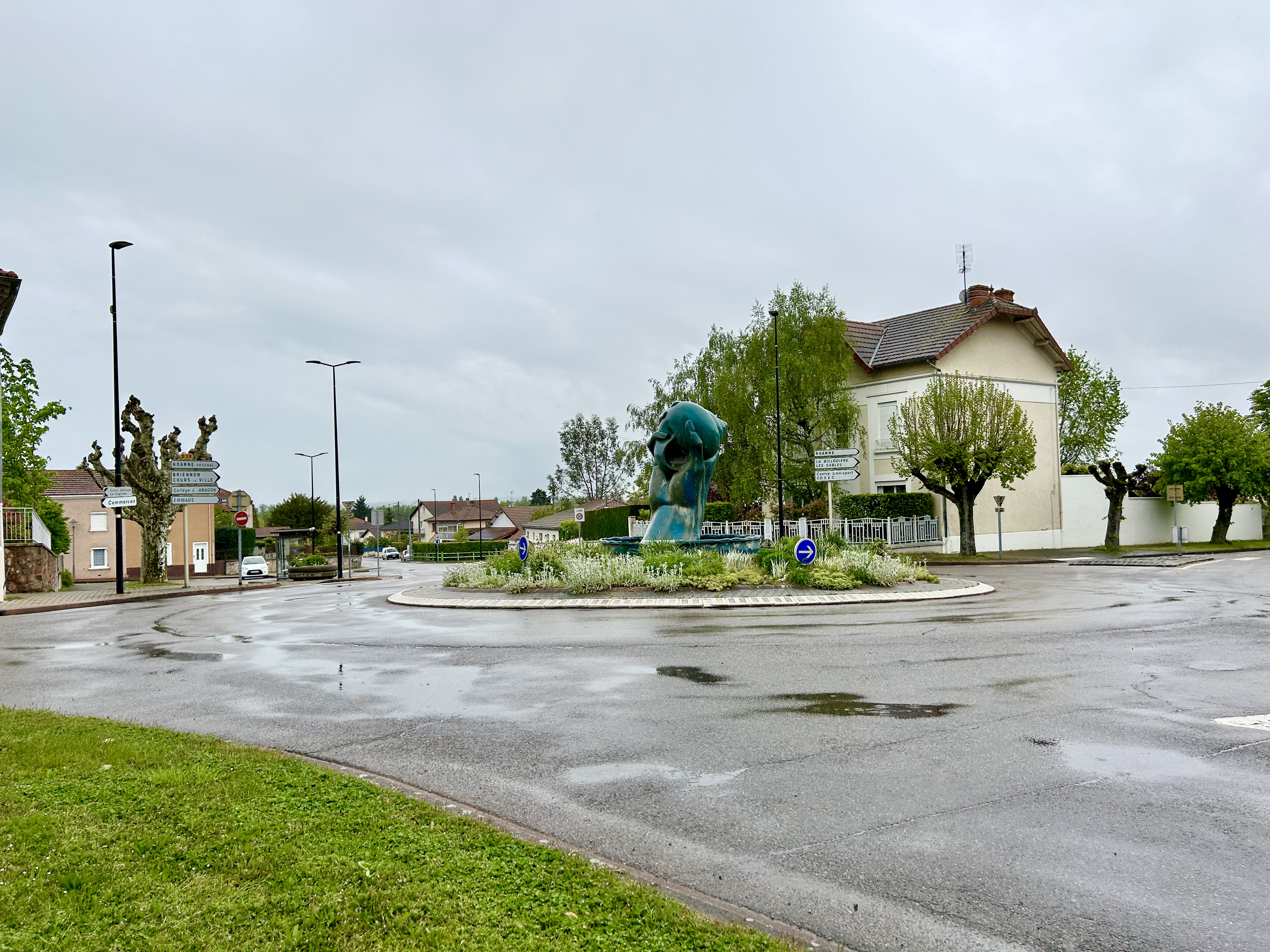
马布利镇中心的公园街环岛

### 教育
马布利属于里昂学区。截至2023年1月1日，马布利境内共有3所幼儿园、4所小学和1所初级中学。2022至2023学年度，马布利境内共有在校中等教育阶段学生442名。

### 医疗
截至2023年1月1日，马布利境内共有全科医生5名、保健师2名、牙医1名、护士7名和助产士1名。境内共有药房2家、养老院1家、残疾人帮扶中心4家。
距离马布利最近的区域性医疗机构为罗阿讷中心医院（Centre Hospitalier de Roanne），其主病区医院位于罗阿讷市区北部，距离马布利市区的正常车程大约7分钟，该院设有床位647个，是罗阿讷区内规模最大的公立综合性医院。

### 住房
2021年，马布利境内共有各类住房3,538套，其中76.3%为独立式住宅，23.3%为集中式住宅。常住房屋占马布利市镇范围内居民建筑总量的92.7%。
在住房保障政策方面，2023年，马布利境内共有1,350户家庭获得了家庭津贴补助，受益人数占总人口数量的18.3%，其中555份为房租补助。

### 商业
2021年，马布利境内共有各类实体商铺161家，其中餐厅19家、大型超市7家、杂货店4家、面包房4家、肉铺2家、书店2家、装饰品店2家、美容美发店8家、汽车维修店18家。马布利镇中心南部的国道N7线附近建有大型开放式商业街区，有家乐福、Grand Frais、Lidl、Intersport、Darty、迪卡侬、Castorama、Conforama等商场。

### 体育
2023年，马布利境内共有1间体育馆、1座综合体育场、1处网球场、2处马术场、2处足球或橄榄球场以及2处篮球或排球场。
截至2024年9月，马布利境内共有两家注册足球俱乐部。马布利文娱协会足球俱乐部（Association Culture et Loisir Mably section Football，编号528189）是当地的代表性足球队，成立于1975年，其主场为保罗·德罗什球场（Stade Paul Desroches）。

### 环境
马布利的环境事务由其所属的罗阿讷城市圈公共社区联合各级政府协调负责。2021年，马布利境内共有3家污染企业。

### 治安
马布利及其附近的共5个市镇是罗阿讷警区（zone police de Roanne）的管辖范围。2020年，该警区累计记录各类案件3,218起，其中盗窃类案件1,552起，经济类案件529起，毒品交易类案件136起。

## 文化

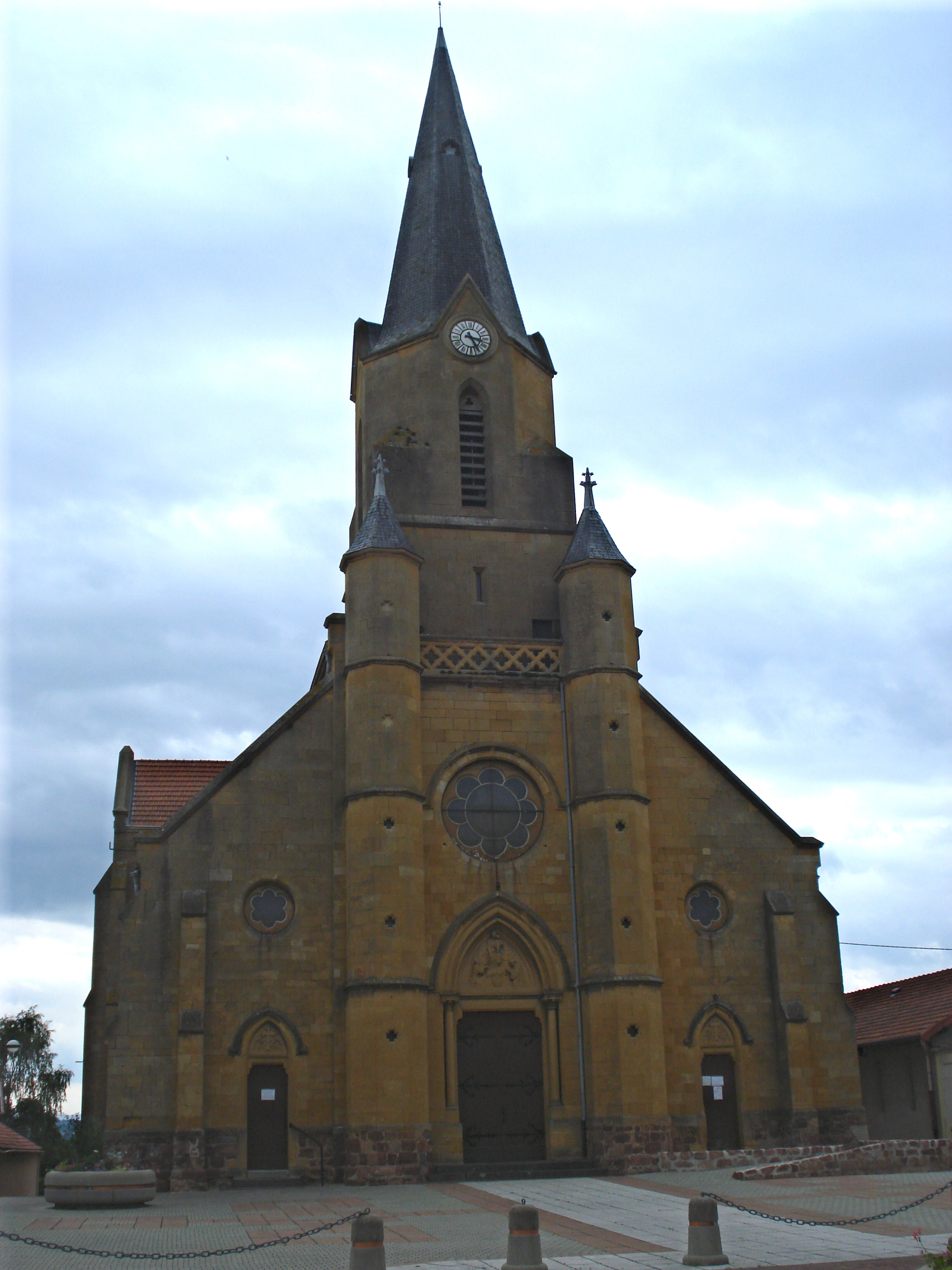
圣巴泰莱米教堂

2021年，马布利境内暂无任何文化设施。马布利境内建有多媒体中心（Médiathèque），每周二至六向公众开放。

### 建筑
马布利境内有多处历史建筑，其中镇中心的圣巴泰莱米教堂（Église Saint-Barthélemy de Mably）是当地的地标性建筑物。

### 旅游
马布利的旅游事务由其所属的罗阿讷城市圈公共社区联合各级政府协调负责。2024年，马布利境内共有3家酒店共计111间房间。

### 媒体
法国主要的媒体均可在马布利接收，法国电视三台下属的奥弗涅-罗讷-阿尔卑斯大区频道在部分时段播出马布利所在卢瓦尔省的地方新闻。《进步报》、《罗阿讷地区报》、蓝色法兰西圣艾蒂安广播、Scoop广播、卢瓦尔省电视台等为当地主要的地方性媒体。

## 友好城市
截至2024年9月，马布利共与一座城市建立了友好城市关系：
- 德国 万韦尔（2003年）